# Drymophila caudata
A Drymophila caudata a madarak osztályának verébalakúak (Passeriformes) rendjébe és a hangyászmadárfélék (Thamnophilidae) családjába tartozó faj.

## Rendszerezése
A fajt Philip Lutley Sclater angol ügyvéd és zoológus írta le 1855-ben, a Formicivora nembe Formicivora caudata néven.

## Előfordulása
Az Andokban, Kolumbia területén honos. Természetes élőhelyei a szubtrópusi vagy trópusi hegyi esőerdők, valamint másodlagos erdők és ültetvények. Állandó, nem vonuló faj.

## Megjelenése
Testhossza 16 centiméter, testtömege 11-13 gramm.

## Életmódja
Főleg rovarokkal táplálkozik.

## Természetvédelmi helyzete
Az elterjedési területe kicsi, egyedszáma szintén kicsi és csökken. A Természetvédelmi Világszövetség Vörös listáján mérsékelten fenyegetett fajként szerepel.